# 二塩化クロム
二塩化クロム（にえんかクロム、羅: Chromium dichloratum, Chromii dichloridum）または、塩化クロム（II）は無機化合物の一種で、化学式 CrCl2(H2O)n。無水二塩化クロムは白色の固体だが不純物の為に灰緑色に変わる。二塩化クロム四水和物Cr(H2O)4Cl2は明るい青色の固体である。二塩化クロムは商業利用されないが、他のクロム錯体を合成する為に実験室規模で使用される。塩化クロムには本物資の他にⅢ価の三塩化クロム、IV価の四塩化クロムも知られている。

## 製法
CrCl2は500℃で三塩化クロムから水素によって還元され生じる。
2 CrCl3 + H2 → 2 CrCl2 + 2 HCl
或いは電解で製造される。
二塩化クロムの小規模な合成はLiAlH4 や亜鉛やその他の還元剤でCrCl3を還元する事で得られる。
4 CrCl3 + LiAlH4 → 4 CrCl2 + LiCl + AlCl3 + 2 H2
2 CrCl3 + Zn → 2 CrCl2 + ZnCl2
CrCl2は酢酸クロムと塩化水素から合成する事もできる。
Cr2(OAc)4  +  4 HCl → 2 CrCl2 + 4 AcOH

## 反応
Cr3+ + e-  Cr 2+の還元電位は－0.41である。酸性条件下ではH +からH2への還元の電位は+0.00であるので、触媒なしでは反応しないのだが、クロム（II）イオンは酸を水素に還元するのに十分な電位を有している。